# 觀者鞋

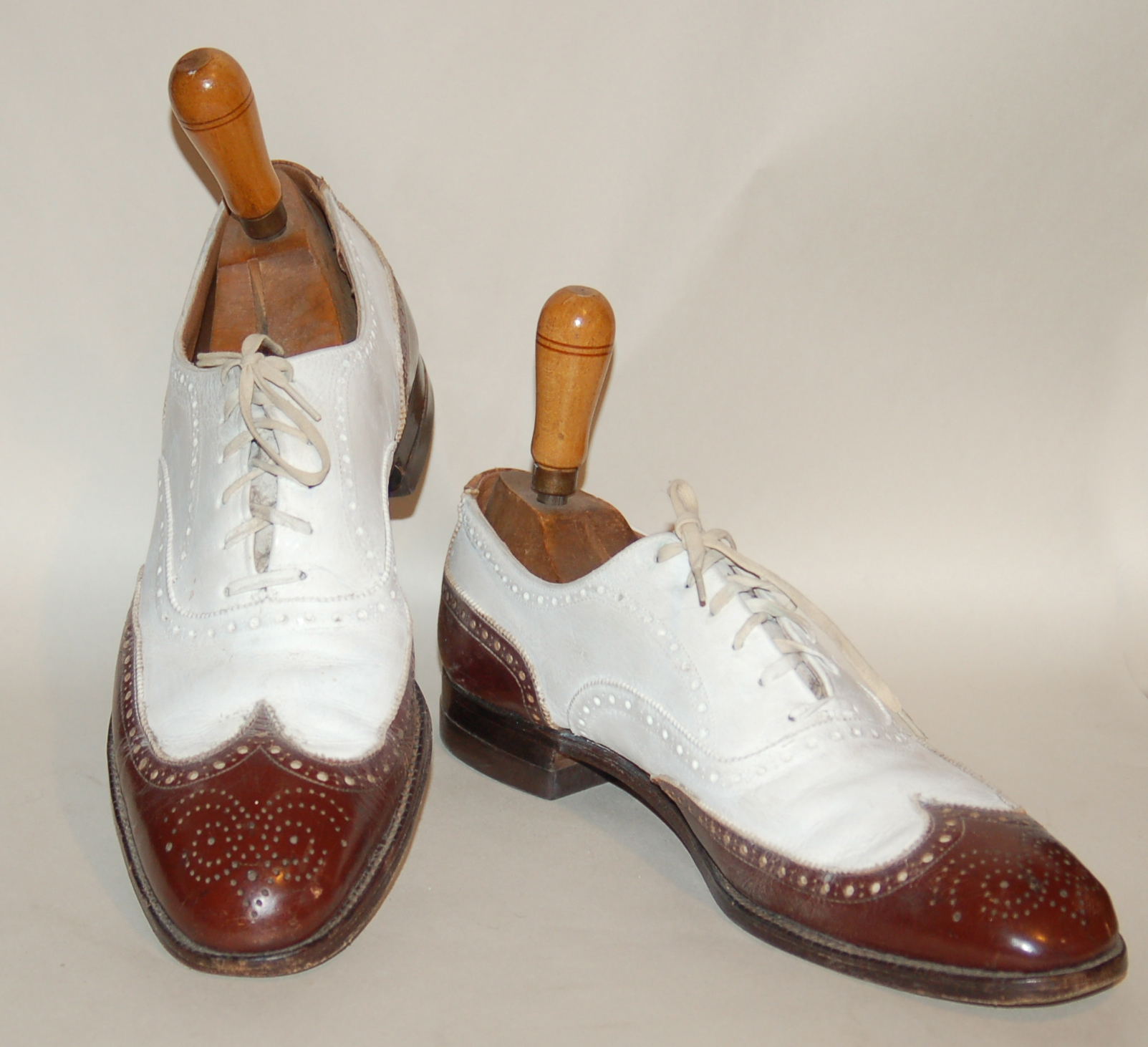
1930年代的觀者鞋

觀者鞋（Spectator Shoe，英式英語co-respondent shoe）是一種低跟牛津鞋，鞋面包括兩種顏色。這種皮鞋起源於19世紀，但在1920年代和1930年代達到了人氣的巔峰 。通常觀者鞋的鞋面為白色，而鞋跟及尖端部分為黑色、棕色或其他顏色。